# Зондски пролив
Зондски пролив (на индонезийски Selat Sunda) е морски проток, разделящ островите Суматра (на северозапад) и Ява (на изток) в Индонезияи съединяващ Индийския океан (на юг) с Яванско море (на север).
Протокът се простира в посока североизток-югозапад и има дължина от 130 km. Минималната му ширина е 24 km между нос Туа (Суматра) и нос Пуджатс (Ява), където е и най-малката дълбочина (около 20 m), което създава проблеми на по-големите кораби. Максималната дълбочина е 106 m. В пролива са разположени множество острови с вулканичен произход, най-известния от които е Кракатау, където изригването на едноименния вулкан през 1883 се смята за едно от най-мощните в човешката история.